# 운천저수지
운천저수지는 광주광역시 서구 쌍촌동에 있는 저수지이다. 이름은 근처의 운천동에서 유래하였다.

## 역사
1951년 마륵동 농경지에 농업용수를 공급하고 재해 방지를 위해 축조 주변의 택지개발로 도시중심에 위치하게 된다. 나중에는 상류수원이 고갈되고 저수지가 오염되는데, 이 때문에 저수지는 해충서식지로 전락한다. 그래서 1995년, 저수지를 년도별로 개발하여서 다시 깨끗해진 자연생태공원으로 바뀌었다. 갖가지 새들과 곤충들이 서식하는 생태계가 다양한 곳이 된 것이다.

## 지하철공사
현재는 도시철도 2호선 건설공사로 인한 배수작업으로 저수지가 바닥을 드러내고 일부 구간 보행자 출입이 제한되고 있다. 빨라야 내년말에나 옛모습을 되찾을 수 있을 것으로 전망되고 있다.
도시철도 2호선 1단계 노선은 운천 저수지를 관통하게 돼 현장에서는 공사용 가설 도로를 설치하는 작업이 진행 중이다. 저수지 중앙의 벚나무 군락을 이루는 섬과 공사 구역에는 출입이 통제된다. 2023년까지 완공될것으로 전망되는 이 도로 대신에 도시철도건설본부는 저수지 주변에서 산책하거나 운동하는 데는 지장이 없도록 우회 연결 구역을 만들었다.
도시철도 2호선 1단계 공사는 유촌동 차량 기지에서 광주역 뒤편까지 총 17㎞ 구간에서 이뤄진다.